# De Hulpsinterklaas
De Hulpsinterklaas is een film uit 1992 onder regie van Willem van der Pol. In de film gaat Henk Temming op bezoek bij Sinterklaas in Spanje, waarin gedurende de film verschillende liederen worden gezongen.

## Verhaal
Na een flinke ruzie komt Henk weer thuis. Hij treft een brief van zijn vrouw Maria aan met de boodschap dat zij met ene Geert naar Madrid is vertrokken. Henk pakt gelijk zijn spullen en vertrekt naar Schiphol om zijn vrouw achterna te reizen. Tijdens de vlucht naar Madrid valt hij in slaap. Zijn droom begint met het 10 voor 12 Journaal, gepresenteerd door Jaap Jongbloed. Daarin wordt verteld dat de Sint niet naar Nederland kan komen vanwege ouderdomskwaaltjes, maar volgens andere bronnen is er een heel andere reden en daarom wordt de Sint dit jaar vervangen door Henk Temming. Bij aankomst in Spanje gaat Henk direct naar het paleis van Sinterklaas. Daar krijgt hij uitleg van de Sint, waarom Henk hem dit jaar moet vervangen. Tussen de liedjes door krijgt Henk les in het Sinterklaas-zijn. De Hoofdpiet leidt hem door het paleis en laat hem alle afdelingen zien. Uiteindelijk geeft de Sint aan Henk de daadwerkelijke reden waarom hij dit jaar niet naar Nederland wil komen. Hij vindt dat de mensen alsmaar grotere cadeaus willen en steeds ontevredener zijn, terwijl het volgens de goedheiligman toch om het gebaar moet gaan. Als laatste wordt passagier Henk gewekt in het vliegtuig, dat inmiddels in Madrid geland is. Als hij uitstapt, ziet hij bij toeval zijn vrouw Maria op het vliegveld lopen en roept haar. Verrast rennen ze op elkaar af en vertellen elkaar dat ze nooit meer ruzie moeten maken om kleine dingen. Geert bleek achteraf slechts een vriendin van Maria te zijn, die eigenlijk gewoon Geertje heet en stewardess is.

## Liedjes
In de film kwamen de volgende liedjes voor:
- De Hulpsinterklaas
- Sinterklaas en zwarte Piet, allebei bestaan ze
- Er zit een haar in de soep van Sinterklaas
- Dat is zwarte Piet
- Ik geef een wortel aan de schimmel
- Ik ben toch zeker Sinterklaas niet!
- Het pakje
- Sinterklaas, wie kent hem niet
- Ik vraag aan Sinterklaas een heel gelukkig kerstfeest

## Rolverdeling
| Acteur             | Personage      | Opmerkingen    |
| ------------------ | -------------- | -------------- |
| Henk Temming       | Henk Temming   | Hoofdrol       |
| Paula Patricio     | Maria          | Henks vriendin |
| Jaap Jongbloed     | Jaap Jongbloed | Nieuwslezer    |
| Bram van der Vlugt | Sinterklaas    |                |
| Maarten Spanjer    | Zwarte Piet    | De Hoofdpiet   |
| Bart Römer         | Zwarte Piet    |                |
| Perla Thissen      | Zwarte Piet    |                |

## Trivia
- De dvd-versie bevat karaoke-versies van alle nummers om zelf mee te zingen.